# Champions Trophy vrouwen 2005
De Champions Trophy voor vrouwen werd in 2005 gehouden in het Australische Canberra. Het toernooi werd gehouden van 26 november tot en met 4 december. De Nederlandsee vrouwen wonnen deze dertiende editie, hun tweede op rij.

## Geplaatste landen
De deelnemers zijn de vijf beste landen van de Champions Trophy 2004 en het beste land van de Olympische Spelen dat zich nog niet had geplaatst.
- Argentinië (derde Champions Trophy 2004)
- Australië (vierde Champions Trophy 2004)
- Duitsland (tweede Champions Trophy 2004)
- Nederland (winnaar Champions Trophy 2004)
- China (vijfde Champions Trophy 2004)
- Zuid-Korea (zevende op de Olympische Spelen)

## Uitslagen
Alle tijden zijn in de lokale tijd UTC+11.

### Eerste ronde
De nummers 1 en 2 spelen de finale, de nummers 3 en 4 om het brons en de nummers 5 en 6 om de 5e en 6e plaats.
| Team       | GS | W | G | V | DV | DT | DS  | Ptn |
| ---------- | -- | - | - | - | -- | -- | --- | --- |
| Australië  | 5  | 4 | 1 | 0 | 9  | 2  | +7  | 13  |
| Nederland  | 5  | 3 | 1 | 1 | 15 | 6  | +9  | 10  |
| Argentinië | 5  | 3 | 1 | 1 | 11 | 6  | +5  | 10  |
| China      | 5  | 2 | 1 | 2 | 3  | 5  | -2  | 7   |
| Duitsland  | 5  | 1 | 0 | 4 | 4  | 15 | -11 | 3   |
| Zuid-Korea | 5  | 0 | 0 | 5 | 3  | 11 | -8  | 0   |

| 26 november 2005 11:00 |           |            |                                                          |
| Nederland              | 2 – 1     | Argentinië | Scheidsrechters: Marelize de Klerk (RSA) Ute Conen (GER) |
|                        | (verslag) |            | Scheidsrechters: Marelize de Klerk (RSA) Ute Conen (GER) |

| 26 november 2005 13:00 |           |            |                                                                  |
| China                  | 1 – 0     | Zuid-Korea | Scheidsrechters: Carolina de la Fuente (ARG) Judy Barnesby (AUS) |
|                        | (verslag) |            | Scheidsrechters: Carolina de la Fuente (ARG) Judy Barnesby (AUS) |

| 26 november 2005 15:00 |           |           |                                                         |
| Australië              | 2 – 0     | Duitsland | Scheidsrechters: Lyn Farrell (NZL) Kazuko Yasueda (JPN) |
|                        | (verslag) |           | Scheidsrechters: Lyn Farrell (NZL) Kazuko Yasueda (JPN) |

| 27 november 2005 11:00 |           |       |                                                          |
| Argentinië             | 3 – 0     | China | Scheidsrechters: Lyn Farrell (NZL) Kang Hyun-Young (KOR) |
|                        | (verslag) |       | Scheidsrechters: Lyn Farrell (NZL) Kang Hyun-Young (KOR) |

| 27 november 2005 13:00 |           |           |                                                                  |
| Duitsland              | 1 – 8     | Nederland | Scheidsrechters: Carolina de la Fuente (ARG) Judy Barnesby (AUS) |
|                        | (verslag) |           | Scheidsrechters: Carolina de la Fuente (ARG) Judy Barnesby (AUS) |

| 27 november 2005 15:00 |           |           |                                                                 |
| Zuid-Korea             | 0 – 2     | Australië | Scheidsrechters: Marelize de Klerk (RSA) Lisette Klaassen (NED) |
|                        | (verslag) |           | Scheidsrechters: Marelize de Klerk (RSA) Lisette Klaassen (NED) |

| 29 november 2005 16:00 |           |            |                                                         |
| Nederland              | 3 – 0     | Zuid-Korea | Scheidsrechters: Lyn Farrell (NZL) Kazuko Yasueda (JPN) |
|                        | (verslag) |            | Scheidsrechters: Lyn Farrell (NZL) Kazuko Yasueda (JPN) |

| 29 november 2005 18:00 |           |       |                                                              |
| Australië              | 1 – 0     | China | Scheidsrechters: Ute Conen (GER) Carolina de la Fuente (ARG) |
|                        | (verslag) |       | Scheidsrechters: Ute Conen (GER) Carolina de la Fuente (ARG) |

| 29 november 2005 20:00 |           |            |                                                                 |
| Duitsland              | 1 – 3     | Argentinië | Scheidsrechters: Lisette Klaassen (NED) Marelize de Klerk (RSA) |
|                        | (verslag) |            | Scheidsrechters: Lisette Klaassen (NED) Marelize de Klerk (RSA) |

| 1 december 2005 16:00 |           |           |                                                      |
| China                 | 1 – 1     | Nederland | Scheidsrechters: Judy Barnesby (AUS) Ute Conen (GER) |
|                       | (verslag) |           | Scheidsrechters: Judy Barnesby (AUS) Ute Conen (GER) |

| 1 december 2005 18:00 |           |           |                                                                   |
| Zuid-Korea            | 1 – 2     | Duitsland | Scheidsrechters: Carolina de la Fuente (ARG) Kazuko Yasueda (JPN) |
|                       | (verslag) |           | Scheidsrechters: Carolina de la Fuente (ARG) Kazuko Yasueda (JPN) |

| 1 december 2005 20:00 |           |           |                                                            |
| Argentinië            | 1 – 1     | Australië | Scheidsrechters: Marelize de Klerk (RSA) Lyn Farrell (NZL) |
|                       | (verslag) |           | Scheidsrechters: Marelize de Klerk (RSA) Lyn Farrell (NZL) |

| 3 december 2005 11:00 |           |            |                                                           |
| Argentinië            | 3 – 2     | Zuid-Korea | Scheidsrechters: Lisette Klaassen (NED) Lyn Farrell (NZL) |
|                       | (verslag) |            | Scheidsrechters: Lisette Klaassen (NED) Lyn Farrell (NZL) |

| 3 december 2005 13:00 |           |       |                                                                |
| Duitsland             | 0 – 1     | China | Scheidsrechters: Kang Hyun-Young (KOR) Marelize de Klerk (RSA) |
|                       | (verslag) |       | Scheidsrechters: Kang Hyun-Young (KOR) Marelize de Klerk (RSA) |

| 3 december 2005 15:00 |           |           |                                                       |
| Australië             | 3 – 1     | Nederland | Scheidsrechters: Ute Conen (GER) Kazuko Yasueda (JPN) |
|                       | (verslag) |           | Scheidsrechters: Ute Conen (GER) Kazuko Yasueda (JPN) |

### Plaatsingswedstrijden
Om de 5e/6e plaats
| 4 december 2005 10:00 |           |            |                                                                  |
| Duitsland             | 5 – 1     | Zuid-Korea | Scheidsrechters: Judy Barnesby (AUS) Carolina de la Fuente (ARG) |
|                       | (verslag) |            | Scheidsrechters: Judy Barnesby (AUS) Carolina de la Fuente (ARG) |

Om de 3e/4e plaats
| 4 december 2005 12:30 |                       |       |                                                         |
| Argentinië            | 2 – 2 (nv) 8 - 9 (sb) | China | Scheidsrechters: Kazuko Yasueda (JPN) Lyn Farrell (NZL) |
|                       | (verslag)             |       | Scheidsrechters: Kazuko Yasueda (JPN) Lyn Farrell (NZL) |

Finale
| 4 december 2005 15:00 |                       |           |                                                          |
| Australië             | 0 – 0 (nv) 4 - 5 (sb) | Nederland | Scheidsrechters: Marelize de Klerk (RSA) Ute Conen (GER) |
|                       | (verslag)             |           | Scheidsrechters: Marelize de Klerk (RSA) Ute Conen (GER) |

## Selecties
Argentinië
- (2.) Marien Bianchini
- (3.) Magdalena Aicega 
- (4.) Rosario Luchetti
- (6.) Ayelén Stepnik
- (7.) Alejandra Gulla
- (8.) Luciana Aymar
- (9.) Macarena Rodríguez

- (10.) Soledad García
- (12.) Mariana González
- (13.) Laura Aladro
- (14.) Mercedes Margalot
- (15.) María de la Paz
- (17.) María D'Elía
- (18.) Paola Vukojicic

- (19.) Mariné Russo
- (21.) Inés Arrondo
- (23.) Natali Doreski
- (24.) Claudia Burkart

- Bondscoach

Gabriel Minadeo
 Australië
- (1.) Toni Cronk
- (3.) Karen Smith
- (6.) Megan Rivers
- (7.) Kim Walker
- (9.) Rebecca Sanders
- (10.) Kate Hollywood
- (11.) Emily Halliday

- (12.) Madonna Blyth
- (13.) Wendy Alcorn
- (14.) Nicole Arrold
- (15.) Kobie McGurk
- (17.) Rachel Imison
- (18.) Emma Meyer
- (22.) Amy Korner

- (24.) Angie Skirving
- (25.) Melanie Twitt
- (30.) Sarah Taylor (hockey)
- (32.) Nikki Hudson 

- Bondscoach

Frank Murray
 China
- (1.) Zhaoxia Chen
- (2.) Xuejiao Huang
- (3.) Lizhu Chen
- (4.) Yibo Ma
- (5.) Junxia Huang
- (6.) Shaoyan Mai
- (7.) Qingling Song

- (9.) Shuang Li
- (10.) Lihua Gao
- (11.) Chunling Tang
- (12.) Wanfeng Zhou 
- (16.) Yimeng Zhang
- (19.) Qiuqi Chen
- (18.) Ye Ren

- (22.) Aili Li
- (28.) Hongxia Li
- (30.) Haiying He
- (31.) Fengzhen Pan

- Bondscoach

Kim Chang-back
 Duitsland
- (1.) Yvonne Frank
- (2.) Tina Bachmann
- (3.) Inga Matthes
- (4.) Mandy Haase
- (5.) Nadine Ernsting-Krienke
- (6.) Svenja Schürmann
- (7.) Natascha Keller

- (8.) Kerstin Hoyer
- (9.) Martina Heinlein
- (10.) Silke Müller
- (11.) Eileen Hoffmann
- (12.) Karin Blank
- (13.) Marion Rodewald 
- (14.) Katharina Scholz

- (18.) Anke Kühn
- (24.) Maike Stöckel
- (25.) Anna Geiter
- (26.) Christina Schutze

- Bondscoach

Markus Weise
 Nederland
- (1.) Lisanne de Roever
- (3.) Mignonne Meekels
- (4.) Fatima Moreira de Melo
- (5.) Jiske Snoeks
- (7.) Miek van Geenhuizen
- (9.) Sylvia Karres
- (10.) Saskia Fuchs

- (11.) Maartje Goderie
- (12.) Leonoor Voskamp
- (14.) Minke Booij 
- (15.) Janneke Schopman
- (16.) Chantal de Bruijn
- (17.) Maartje Paumen
- (18.) Naomi van As

- (19.) Ellen Hoog
- (21.) Sophie Polkamp
- (22.) Floortje Engels
- (23.) Kim Lammers

- Bondscoach

Marc Lammers
 Zuid-Korea
- (1.) Lim Ju-Young
- (2.) Cho Hye-Sook
- (3.) Choi Eun-Young
- (4.) Cha Se-Na
- (5.) Gim Sang-Hee
- (6.) Park Young-Soon
- (7.) Oh Ko-Woon

- (8.) Kim Jung-Hee
- (9.) Park Mi-Hyun
- (10.) Kim Jin-Kyoung
- (11.) Kim Jong-Eun
- (12.) Han Tae-Jeong
- (13.) Kim Mi-Seon
- (15.) Kim Bo-Mi

- (16.) Moon Young-Hui
- (17.) Eun Mi-Young
- (18.) Park Jeong-Sook
- (19.) Kim Eun-Sil

- Bondscoach

Han Jin-Soo

## Scheidsrechters
- Judy Barnesby
- Ute Conen
- Marelize de Klerk
- Carolina de la Fuente

- Lyn Farrell
- Kang Hyun-Young
- Lisette Klaassen
- Kazuko Yasueda

## Topscorers
- In onderstaand overzicht zijn alleen de speelsters opgenomen met drie of meer treffers achter hun naam.

| № | Naam            | Land       | Goals |
| - | --------------- | ---------- | ----- |
| 1 | Soledad García  | Argentinië | 4     |
|   | Sylvia Karres   | Nederland  | 4     |
| 3 | Alejandra Gulla | Argentinië | 3     |
|   | Kim Lammers     | Nederland  | 3     |

## Eindrangschikking
Het land dat als laatste eindigt, degradeert.
| rang   | land       |
| ------ | ---------- |
| Goud   | Nederland  |
| Zilver | Australië  |
| Brons  | China      |
| 4      | Argentinië |
| 5      | Duitsland  |
| 6      | Zuid-Korea |

Mannen:
Lahore 1978 ·
Karachi 1980 ·
Karachi 1981 ·
Amstelveen 1982 ·
Karachi 1983 ·
Karachi 1984 ·
Perth 1985 ·
Karachi 1986 ·
Amstelveen 1987 ·
Lahore 1988 ·
Berlijn 1989 ·
Melbourne 1990 ·
Berlijn 1991 ·
Karachi 1992 ·
Kuala Lumpur 1993 ·
Lahore 1994 ·
Berlijn 1995 ·
Chennai 1996 ·
Adelaide 1997 ·
Lahore 1998 ·
Brisbane 1999 ·
Amstelveen 2000 ·
Rotterdam 2001 ·
Keulen 2002 ·
Amstelveen 2003 ·
Lahore 2004 ·
Chennai 2005 ·
Barcelona 2006 ·
Kuala Lumpur 2007 ·
Rotterdam 2008 ·
Melbourne 2009 ·
Mönchengladbach 2010 ·
Auckland 2011 ·
Melbourne 2012 ·
Bhubaneswar 2014 ·
Londen 2016 ·
Breda 2018
Vrouwen:
Amstelveen 1987 ·
Frankfurt 1989 ·
Berlijn 1991 ·
Amstelveen 1993 ·
Mar del Plata 1995 ·
Berlijn 1997 ·
Brisbane 1999 ·
Amstelveen 2000 ·
Amstelveen 2001 ·
Macau 2002 ·
Sydney 2003 ·
Rosario 2004 ·
Canberra 2005 ·
Amstelveen 2006 ·
Quilmes 2007 ·
Mönchengladbach 2008 ·
Melbourne 2009 ·
Nottingham 2010 ·
Amstelveen 2011 ·
Rosario 2012 ·
Mendoza 2014 ·
Londen 2016 ·
Changzhou 2018